# 化學反應器
- 反應器的外觀
- 反應器的內部剖視圖

化學反應器（英語：chemical reactor）是化工生產或實驗上進行化學反應的裝置，簡稱反應器，在工業上亦有工業反應器的別稱。
反應器主要功能是控制反應過程中的各種條件參數，例如壓力（P）、溫度（T）、體積（V）、滯留時間（{\displaystyle \tau }）、各反應物濃度（ C1,C2,C3,...,Cn）、反應速率（R）、熱傳係數（U，H）、攪拌速率等參數，以及作為反應物進行化學反應的容器。
一般於實驗室中所使用的反應器，通常體積較小而且結構簡單，例如在實驗室僅需一個燒杯、一支試管即可進行一項簡單的化學反應，而在工業上所使用的反應器，通常體積巨大、結構複雜，同時又不單單只進行化學反應，內部除了反應過程之外常伴隨質傳、熱傳、物料輸送等工業程序。在化工生產中，反應器是相當重要的生產設備，約佔生產設備總投資額的15－20%，並可依不同的生產流程與操作條件，調整反應器的規格與形式，舉凡如煉油廠的輕油裂解爐、煉鋼廠的高爐、塑膠工廠的聚合反應器、製藥廠的藥物合成裝置、釀酒廠的酒精發酵槽等，均是反應器的應用。
有關反應器的研究科學為化學工程學、化學熱力學、反應動力學、化學反應工程、數學、化學等，從事反應器相關工作的從業人員為化學工程師或機械工程師。

## 理論概述
化學反應是將一個或數個物質經由化學變化轉變為另一種物質的過程。反應器則是藉由控制化學反應的進行，將原先不具有經濟價值的原料轉變為商業化的產品，是化工生產中的核心設備之一，其性能優劣會直接影響整個生產流程。因此，設計一個具穩定生產、低耗能，同時又具備安全與環保的反應器即是化學工程師的主要任務。

當原料在反應器內進行反應時，除了化學變化之外，也會伴隨著一些物理變化的產生（如溫度、濃度變化），兩者在操作過程中會交互影響，影響最終產率、設備穩定度、操控難度等。這些問題在尺度較小而且簡易的實驗室反應器中較不顯著，但在規模較大的工業反應器中往往會造成大量的工程問題，所以了解化學反應相關的基本理論即是反應器設計的重點之一，其中包含化學動力學、反應機構、化學平衡、反應速率方程式、物理相態（固態、液態、氣態）、吸（放）熱反應、催化劑等理論

### 化學動力學
化學動力學主要是研究化學反應的反應機構與反應速率（包含主反應與副反應的反應速率），並探討這兩者與反應系統中溫度、濃度、壓力、催化劑等因素的交互關係。例如反應速率的快慢會決定反應器的尺寸大小與反應時間，以批式反應器來說，反應速率越大，每批次的操作時間越短；反應速率越小則時間越長。對連續式反應器而言，反應速率越快所需反應器的體積越小，速率越慢則所需反應器的體積越大。
既然化學動力學的研究目標之一是探討各種條件因素對於反應速率的影響，因此就必須對化學反應速率的定義加以說明，以一簡單的反應式A → B為例，式中反應物為A生成物為B，其速率方程式如下：
{\displaystyle -r_{A}=-{\frac {1}{V_{R}}}\times {\frac {dn_{A}}{dt}}}
式中
{\displaystyle {\begin{smallmatrix}-r_{A}\end{smallmatrix}}}：為反應物A的化學反應速率；
{\displaystyle {\begin{smallmatrix}V_{R}\end{smallmatrix}}}：為所有反應混合物的體積；
{\displaystyle {\begin{smallmatrix}n_{A}\end{smallmatrix}}}：為反應物A的數量，通常以莫耳數表示；
{\displaystyle {\begin{smallmatrix}t\end{smallmatrix}}}：反應時間。
若以反應物A的濃度來表示，則反應速率方程式可改寫為：
{\displaystyle -r_{A}=-{\frac {d[A]}{dt}}}
[A]表示反應物A的濃度，如果此反應的反應速率常數k為已知，則上式可改寫為：
{\displaystyle -r_{A}=k[A]^{n}}
n表示反應物A的反應級數。

### 化學熱力學

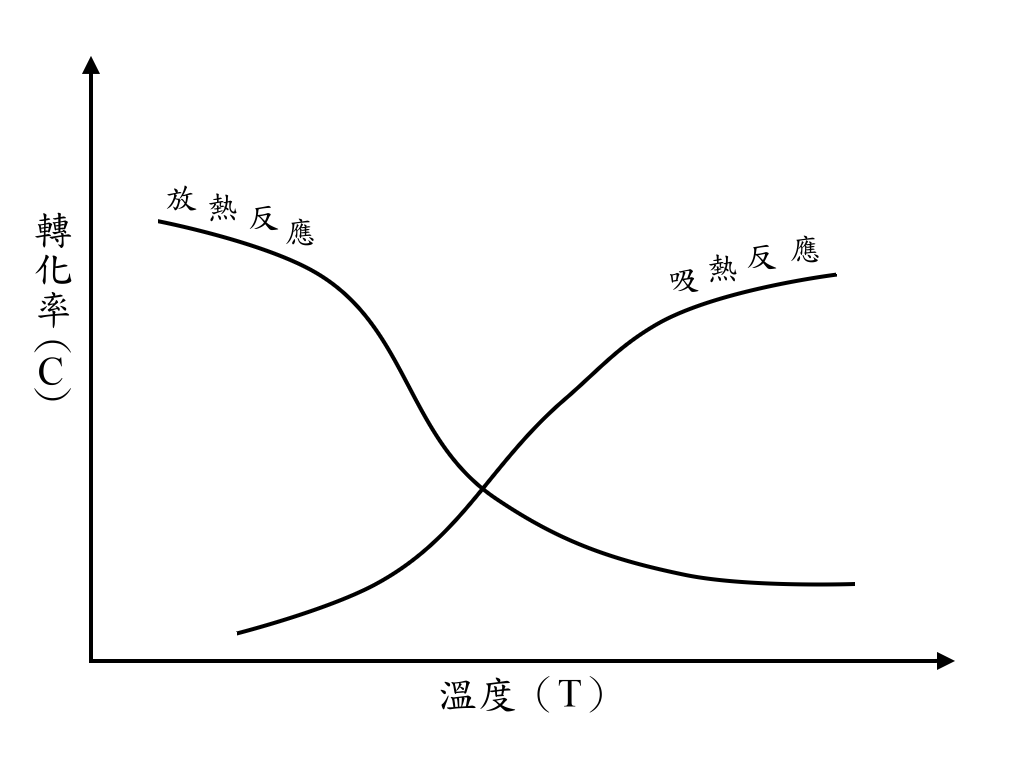
反應轉化率與溫度關係圖

化學熱力學主要的研究對象是能量，而在反應器的操作過程中，除了化學變化之外，物理上的能量傳遞、溫度升降等現象也會隨著化學反應的吸熱、放熱以及攪拌而產生。
從右圖反應轉化率與溫度關係圖可以觀察出，對於放熱反應，反應環境溫度越低，其反應轉化率越高，但在此同時，在低溫環境下反應速率也會減少，使反應器的生產效率低落，降低經濟效益。反之吸熱反應在高溫環境下，除了轉化率增加以外，反應速率也會隨之加快，但高溫也會連帶使非必要的副反應增強，增加後續將主、副產物分離的負擔，而且高溫也會增加反應器與其他生產設備的損耗，因此如何控制反應器內的溫度能在適宜的範圍內，達到產率、經濟以及安全的平衡，為化學熱力學研究的重點。

### 化學反應工程
化學反應工程是以化學動力學和單元操作為基礎發展而來的學科，主要是探討化學工程師如何將實驗室的小規模化學反應放大，並應用到實際的工業操作上，以及如何選擇適宜的操作條件、設計適合的反應器（如反應器類型、尺寸、材質）等，都仰賴化學反應工程的知識。

## 反應器的分類

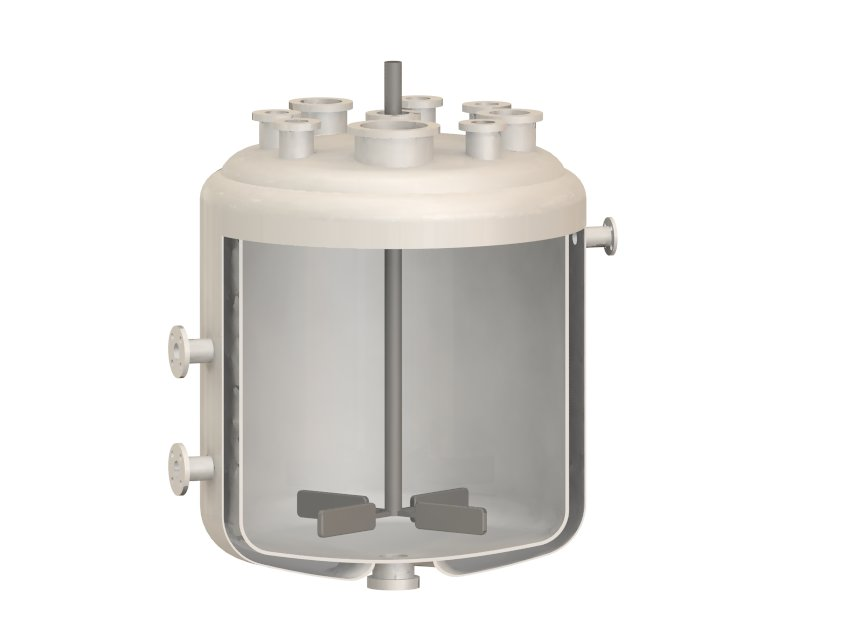
外層包覆冷卻套管的攪拌槽式反應器剖視圖

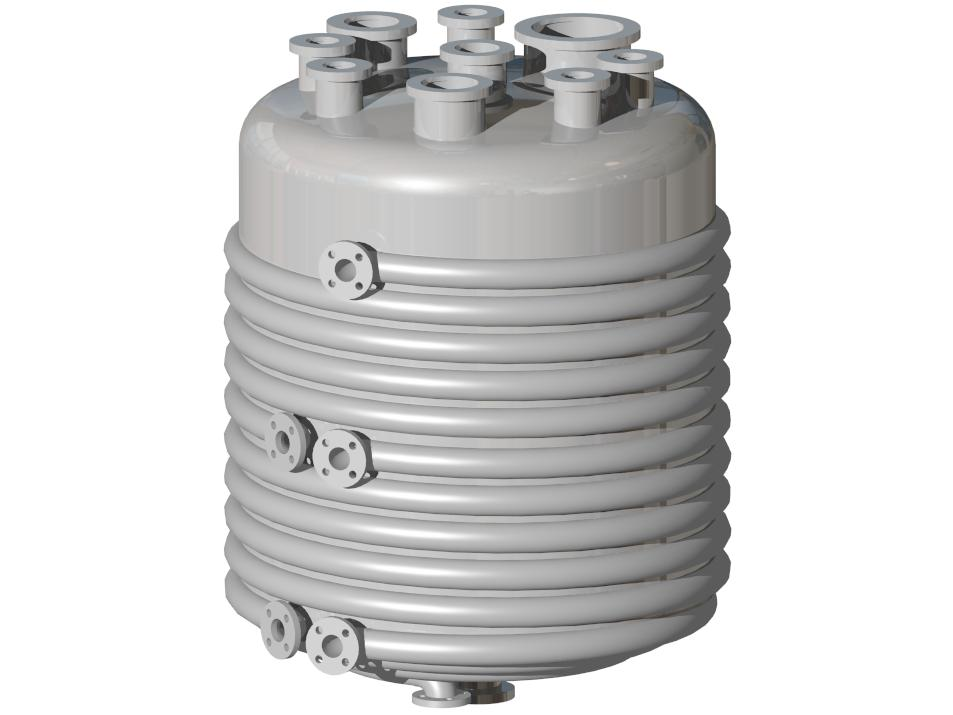
外層纏繞半盤管的槽式反應器外部圖

反應器種類繁多，但到目前為止尚未有統一的分類依據，大致上可按反應器操作方式、熱力學條件、外型與結構、物料相態、物料流動特性、物料輸送方式等特點來做區分。
依據反應器的操作方法，可分為：
- 批式反應器（Batch reactor）
- 連續式反應器（Continuous reactor）
- 半批式反應器（Semi－batch reactor）

依據反應器的熱力學條件，可分為：
- 等溫反應器（Isothermal reactor）
- 非等溫反應器（Nonisothermal reactor）
- 絕熱式反應器（Adiabatic reactor）
- 非絕熱式反應器（Non-adiabatic reactor）

依據反應器外型與結構，可分為：
- 槽（釜）式反應器（Tank reactor）
- 管式反應器（Tubular reactor）
- 塔式反應器（Column reactor）

依據反應物料的相態，可分為：
- 均相反應器（Homogeneous reactor）
- 非均相反應器（Heterogeneous reactor）

依據反應物料流動特性區分，可分為：
- 塞流反應器（Plug flow reactor）
- 層流反應器（Laminar flow reactor）
- 紊流反應器（Turbulent flow reactor）

依據反應物料的輸送方式，可分為：
- 固定床反應器（Fixed-bed reactor）
- 流體化床反應器（Fluidized-bed reactor）

其他類型反應器：
- 微型反應器（英语：Microreactor）
- 薄膜反應器（英语：Membrane reactor）
- 生物反應器

在工業上所使用的反應器，通常是上述各種分類的組合。舉例來說，煉油廠常見的輕油裂解爐即是連續操作的管式反應器，其內部流動的反應物料流體趨近於塞流，而且是在非等溫條件下運作，由此可知，輕油裂解爐同時具有連續式、管式、塞流以及非等溫操作等數種反應器的特徵。

### 批式反應器
批式反應器（英語：Batch Reactor，簡稱BR）又名分批式反應器、批次反應器或間歇反應器。此類型反應器的操作方式顧名思義就是以批次為單位，將反應原料分批次加入反應器中進行反應，待反應完成或是到到達預定時間，得到所需的轉化率後，停止反應，同時將所有產品取出，並在下一批次操作前，視情況將反應器的內部進行清理，即完成這一批次的操作流程。
批式反應器的特點是所有的操作流程都是以分批方式進行，因此在每一批次的反應過程中均不受前後批次操作的影響。在反應系統方面，批式反應器最常用於液相反應，固相及液－固混合相也適用，但氣相反應則較不適合，因為其所能處理的量少，而且反應過程中操作不易，只有在像是氣體成份分析時，樣品量少且需要精確數據的情況下，才會使用精密的批式反應裝置（如氣相層析儀）來進行分析，一般在處理大量氣體反應時，則大多以連續式反應器為主。
另外，批式反應器的操作過程中包含進料、卸料以及清理設備等步驟，有相當長的非反應時間以及勞動力需求，因此，批式反應器通常應用於規模與產量較小的產業，如食品、藥品、精密化學品等產品的製造。

### 連續式反應器

#### 連續式攪拌槽反應器（CSTR）

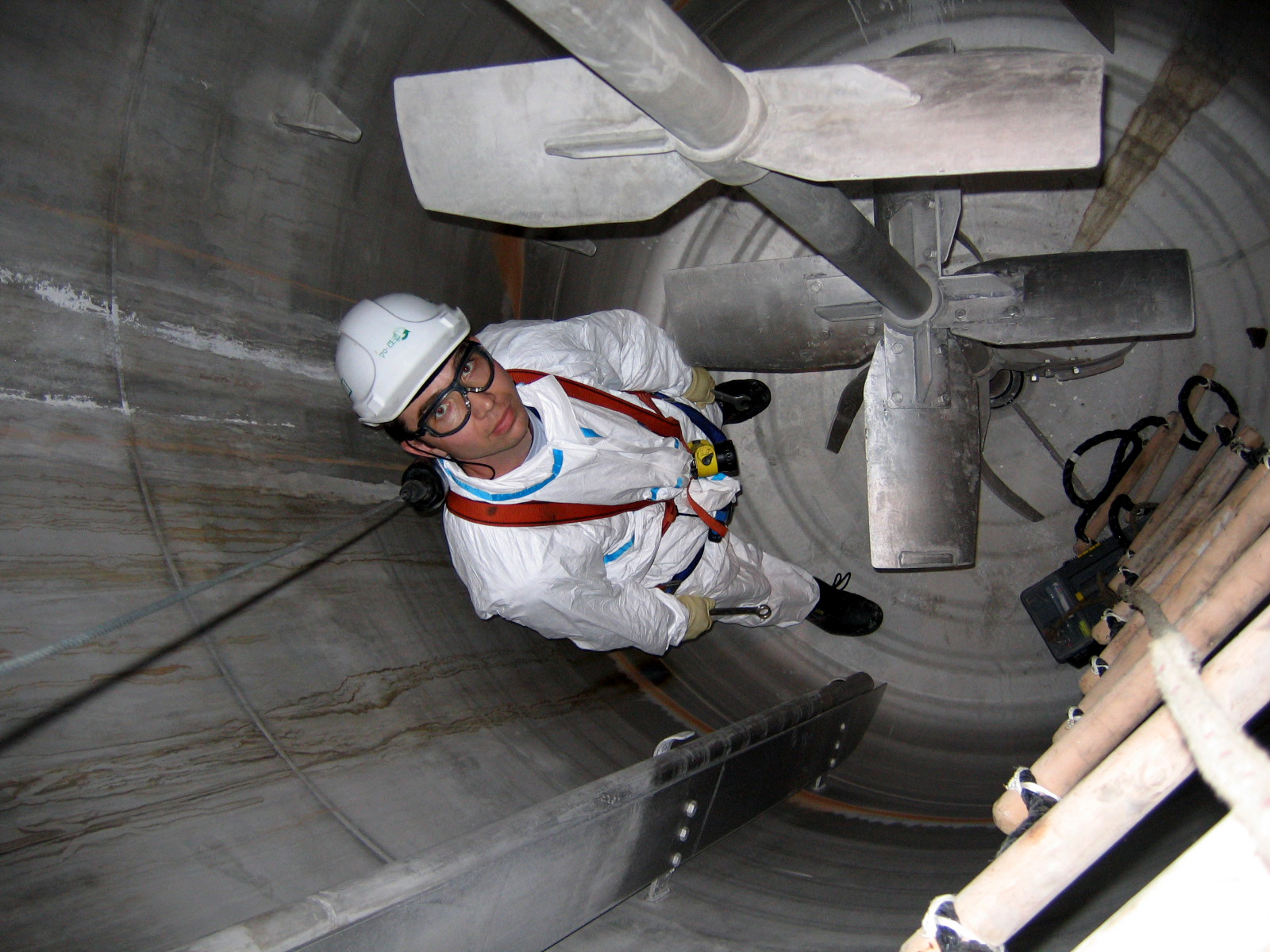
一位化工廠人員在檢查一座連續式攪拌槽反應器（CSTR）的情形，槽內除了具有大型攪拌扇葉以外，在攪拌軸接近反應器底部的部分裝有刮刀，這可幫助沉澱在反應器底部的物料能夠確實與其他物料混合。

|  |  |

連續式攪拌槽反應器（英語：Continuously Stirred Tank Reactor，簡稱CSTR），是一種廣泛應用於化工生產中的反應器，其結構與一般批式反應器有些類似，但最主要的不同是反應器中的反應物與生成物都是連續的進入與輸出。另外CSTR還有以下特點：
- 反應槽內的溫度易於控制，對於具高活化能或劇烈放熱的化學反應，由於在槽內的反應物料攪拌均勻，降低了反應速率以及減少瞬間過熱點的產生，有利於達到等溫操作。
- 攪拌有利於熱量傳遞，反應物在均勻的攪拌系統中有很大的熱傳面積。
- 細小的催化劑粒子能夠在均勻攪拌過程中懸浮在整個反應系統中，而獲得大量的接觸面積。
- 對於併行反應系統，若主反應級數較副反應低，則可提高反應選擇性。
- 適用一些反應速率較低、需長時間停留的反應系統，或是反應物在高濃度時易產生劇烈反應，如引發爆炸的反應過程。
- 在某些自由基聚合反應中，由於聚合物生長期比在反應器內停留時間短，分子鏈的終止速率受自由基濃度影響，而自由基濃度又與單體濃度成正比，因此，若使用CSTR則能使反應器內物料的單體濃度均勻保持在低濃度，使分子鏈終止速率恆定，即可得到分子量集中分佈的聚合產物。
- CSTR可採用將數個槽串聯在一起的操作模式，如上圖CSTR串聯的表示圖所示，反應器體積可大可小，並可依照生產情況來作調整。[22][25][26]

### 塞流反應器

塞流流動模型示意圖

塞流反應器（英語：Plug Flow Reactor，簡稱PFR）是指反應器內的物料流動滿足塞流模型的反應器，塞流是描述流體的一種理想流動狀態，如右圖塞流流動示意圖所示，圖中將每一個截面視為一個單元，在每一單元中所有反應物初始濃度均相同，同時，所有的反應物料都假定沿著同一方向流動，而且沒有返回混合的情況，另外，所有物料在反應器中的停留時間都相同，最終流出的物料轉化率也一致，因此每一單元都可假設為一個微型的批式反應器，以整體來說，塞流反應器的性能，也類似於批式反應器。
依據塞流流動的定義，可得知塞流反應器應具有以下特點：
- 為連續式操作，所以在反應器的每一截面中，物料濃度不隨時間改變。
- 反應器內的徑向流動速度分佈是均勻的，這是一種理想流動。因為在實際操作中，管內的流體無論是呈紊流或層流，其徑向流速分佈都是不均的。由此上述假設可推得塞流反應器中，物料濃度與反應速度在徑向是均勻分布，僅沿著軸向逐漸變化。[12]

在一般的化工生產中，管徑較小、流速較快、長度較長的管式反應器或者固定床反應器通常會以塞流反應器模型來作設計。

### 引用
1. 1 2 3  楊雷庫（2009年）《化學反應器》，第3頁，北京市：化學工業出版社。
2. 1 2 3  林愛光(1999)：《化學工程基礎》，第277頁，中國大陸：清華大學出版社。
3. ↑  條目名稱翻譯 （页面存档备份，存于），台灣：國家教育研究院。
4. ↑  化學工業出版社《化工百科全書》編輯部（1998年）：《化工百科全書》，第七卷，第111頁，中國大陸：化學工業出版社。
5. ↑  尹芳華(2000)：《化學反應工程基礎》，第1頁，中國大陸：中國石化出版社。
6. ↑  鄭遠楊 譯（1988年）：《化學反應器》，第1頁，中國大陸：烴加工出版社。
7. ↑  劉寶鴻（2005年）《化學反應器》，第1頁，北京市：化學工業出版社。

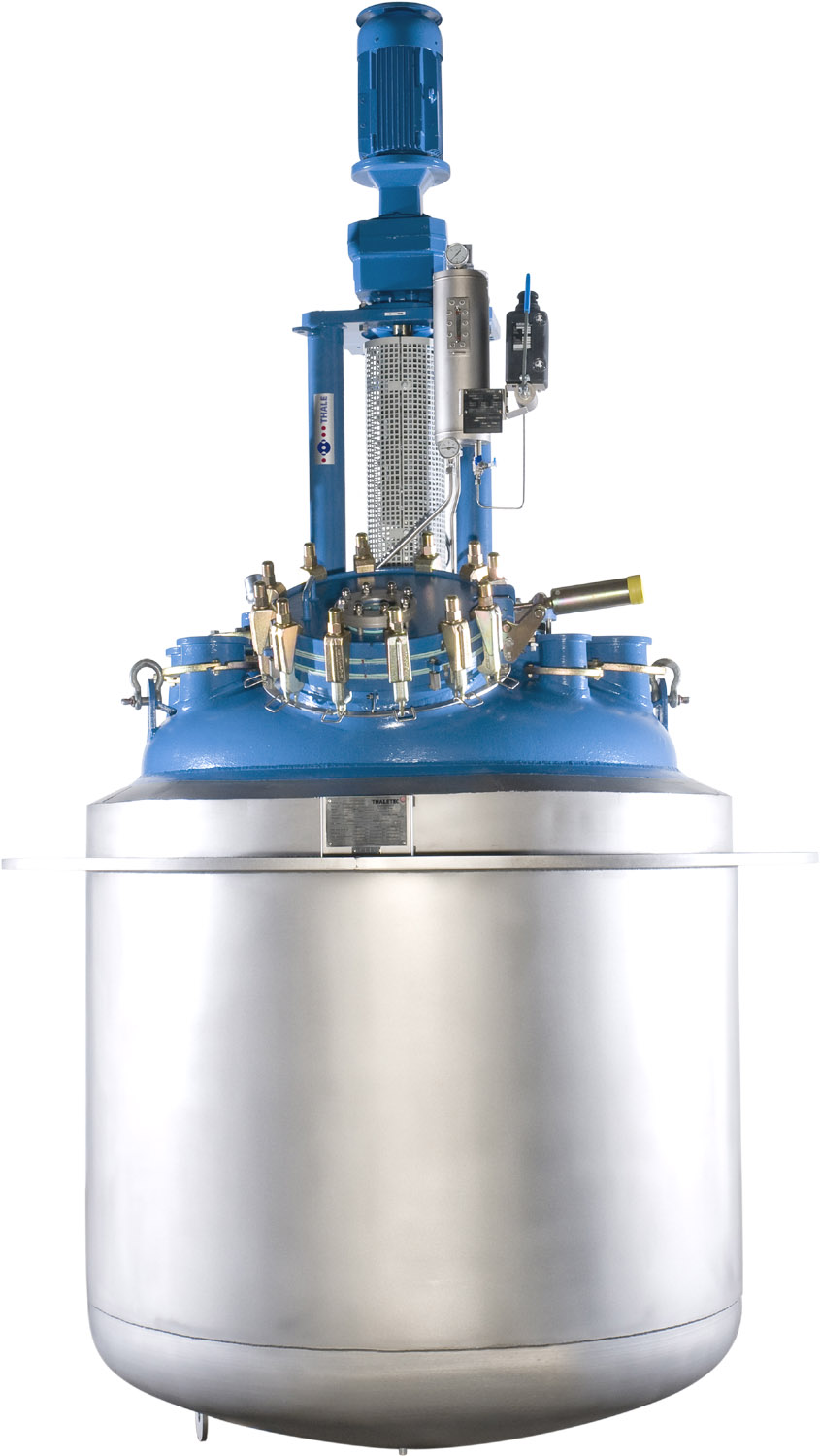
反應器的外觀
反應器的內部剖視圖

8. ↑  International Union of Pure and Applied Chemistry (IUPAC), The IUPAC Compendium of Chemical Terminology，4-th ed. (The Gold Book) (1997)。在線校正版: (2006–) "chemical reaction"。doi:10.1351/goldbook.C01033
9. ↑  吳和生（2007）：《化學工程概論》，第3頁，台灣：高立圖書有限公司。
10. ↑  劉榮傑（2012年）：《多相反應與反應器》，第13頁，北京市：中國石化出版社。
11. ↑  徐念文（1981年）：《反應工程》，第15頁，台北市：三民書局。
12. 1 2 3 4  陳仁學(1988)：《化學反應工程與反應器》，第7頁，北京市：國防工業出版社。
13. ↑  楊雷庫（2009年）《化學反應器》，第13頁，北京市：化學工業出版社。
14. ↑  徐念文（1981年）：《反應工程》，第261頁，台北市：三民書局。
15. ↑  化學工業出版社《化工百科全書》編輯部（1998年）：《化工百科全書》，第七卷，第322-323頁，中國大陸：化學工業出版社。
16. 1 2  陳仁學(1988)：《化學反應工程與反應器》，第1頁，北京市：國防工業出版社。
17. 1 2 3 4 5 6 7 8 9  化學工業出版社《化工百科全書》編輯部（1998年）：《化工百科全書》，第七卷，第318頁，中國大陸：化學工業出版社。
18. 1 2  楊雷庫（2009年）《化學反應器》，第6頁，北京市：化學工業出版社。
19. ↑  楊雷庫（2009年）《化學反應器》，第5頁，北京市：化學工業出版社。
20. ↑  鄧禮堂（1985年）：《反應工程》，第8頁，台灣：高立圖書有限公司。
21. ↑  鄧禮堂（1985年）：《反應工程》，第7頁，台灣：高立圖書有限公司。
22. 1 2 3  徐念文（1981年）：《反應工程》，第3頁，台北市：三民書局。
23. ↑  鄧禮堂（1985年）：《反應工程》，第307頁，台灣：高立圖書有限公司。
24. ↑  鄧禮堂（1985年）：《反應工程》，第275頁，台灣：高立圖書有限公司。
25. ↑  鄧禮堂（1985年）：《反應工程》，第279頁，台灣：高立圖書有限公司。
26. ↑  張濂（2005年）：《化學反應器分析》，第49頁，上海市：華東理工大學出版社。
27. 1 2  鄭遠楊 譯（1988年）：《化學反應器》，第24頁，中國大陸：烴加工出版社。
28. ↑  化學工業出版社《化工百科全書》編輯部（1998年）：《化工百科全書》，第七卷，第329頁，中國大陸：化學工業出版社。

### 书籍
- 徐念文. . 台北市: 三民書局. 1981年8月: 314頁 （中文（臺灣））.
- 鄧禮堂. . 台灣: 高立圖書. 1985年1月: 480頁 （中文（臺灣））.
- Octave Levenspiel（列文斯比爾 ）. . 林建樑譯 第二版. 台南市: 復文書局. 1985年8月: 577頁 （中文（臺灣））.
- 陳仁學. . 北京市: 國防工業. 1988年7月: 276頁. ISBN 7-118-00088-4 （中文（中国大陆））.
- Octave Levenspiel（列文斯比爾 ）. . 鄭遠楊、趙永豐譯. 中國大陸: 烴加工. 1988年11月: 458頁. ISBN 7-80043-000-6 （中文（中国大陆））.
- 化學工業出版社《化工百科全書》編輯部 (编). . 中國大陸: 化學工業. 1998年12月: 458頁. ISBN 7-5025-2067-8 （中文（中国大陆））.
- 尹芳華、李為民. . 中國大陸: 中國石化. 2000年4月: 186頁. ISBN 7-80043-927-5 （中文（中国大陆））.
- 張濂、許誌美. . 上海市: 華東理工大學. 2005年5月: 348頁. ISBN 7-5628-1662-X （中文（中国大陆））.
- 劉寶鴻、楊雷庫.  第二版. 北京市: 化學工業. 2005年7月: 149頁. ISBN 7-5025-7471-9 （中文（中国大陆））.
- 楊雷庫. . 北京市: 化學工業. 2009年3月: 86頁. ISBN 978-7-122-04570-6 （中文（中国大陆））.
- 劉榮傑、郝紅. . 北京市: 中國石化. 2012年1月: 307頁. ISBN 978-7-5114-0757-3 （中文（中国大陆））.
- Schmidt, Lanny D., The Engineering of Chemical Reactions. New York: Oxford University Press, 1998. ISBN 0-19-510588-5.（英文）
- Levenspiel, O.: The Chemical Reactor Omnibook, Oregon St Univ Bookstores (January 1993). ISBN 0-88246-160-5 （英文）